# Campionato Interregionale 1981-1982
Il Campionato Interregionale 1981-1982 fu la 29ª edizione del campionato interregionale di calcio, il primo campionato gestito dalla Lega Nazionale Dilettanti e il primo allargato a dodici gironi.

## Stagione

Il Carbonia, vincitore del girone N

### Aggiornamenti
Il Milazzo non si iscrive al campionato per problemi finanziari.

## Girone A

### Classifica finale
|  | Pos. | Squadra               | Pt | G  | V  | N  | P  | GF | GS | DR  |
|  | ---- | --------------------- | -- | -- | -- | -- | -- | -- | -- | --- |
|  | 1.   | Asti TSC              | 42 | 30 | 17 | 8  | 5  | 51 | 19 | +32 |
|  | 2.   | Novese                | 40 | 30 | 15 | 10 | 5  | 40 | 23 | +17 |
|  | 3.   | Pro Vercelli          | 39 | 30 | 15 | 9  | 6  | 40 | 21 | +19 |
|  | 4.   | Biellese              | 36 | 30 | 13 | 10 | 7  | 48 | 31 | +17 |
|  | 5.   | Orbassano             | 34 | 30 | 10 | 14 | 6  | 39 | 30 | +9  |
|  | 6.   | Borgomanero           | 33 | 30 | 9  | 15 | 6  | 28 | 25 | +3  |
|  | 7.   | Ivrea                 | 31 | 30 | 11 | 9  | 10 | 31 | 29 | +2  |
|  | 8.   | Seo Borgaro Monterosa | 30 | 30 | 7  | 16 | 7  | 27 | 26 | +1  |
|  | 8.   | Aosta                 | 30 | 30 | 6  | 18 | 6  | 22 | 22 | 0   |
|  | 10.  | Cuneo                 | 29 | 30 | 11 | 7  | 12 | 34 | 30 | +4  |
|  | 10.  | Trecate               | 29 | 30 | 7  | 15 | 8  | 24 | 23 | +1  |
|  | 10.  | Abbiategrasso         | 29 | 30 | 9  | 11 | 10 | 28 | 29 | -1  |
|  | 13.  | Pinerolo              | 26 | 30 | 7  | 12 | 11 | 27 | 32 | -5  |
|  | 14.  | Albese                | 23 | 30 | 6  | 11 | 13 | 25 | 48 | -23 |
|  | 15.  | Iris Borgoticino      | 22 | 30 | 6  | 10 | 14 | 27 | 43 | -16 |
|  | 16.  | Arona                 | 7  | 30 | 1  | 5  | 24 | 15 | 75 | -60 |

Legenda:
      Promossa in Serie C2 1982-1983.
      Retrocessa in Promozione 1982-1983.
Regolamento:
Due punti a vittoria, uno a pareggio, zero a sconfitta.
A parità di punteggio, solo per l'assegnazione di un titolo sportivo (per la promozione o per la retrocessione), le squadre a pari punti erano classificate secondo i punti e la differenza reti conseguita negli scontri diretti.

## Girone B

### Classifica finale
|  | Pos. | Squadra         | Pt | G  | V  | N  | P  | GF | GS | DR  |
|  | ---- | --------------- | -- | -- | -- | -- | -- | -- | -- | --- |
|  | 1.   | Ospitaletto     | 41 | 30 | 16 | 9  | 5  | 37 | 21 | +16 |
|  | 2.   | Romanese        | 35 | 30 | 10 | 15 | 5  | 38 | 25 | +13 |
|  | 2.   | Solbiatese      | 35 | 30 | 11 | 13 | 6  | 32 | 19 | +13 |
|  | 4.   | Leffe           | 34 | 30 | 11 | 12 | 7  | 26 | 21 | +5  |
|  | 5.   | Trevigliese     | 33 | 30 | 11 | 11 | 8  | 28 | 22 | +6  |
|  | 6.   | Caratese        | 32 | 30 | 10 | 12 | 8  | 26 | 27 | -1  |
|  | 7.   | Sondrio         | 30 | 30 | 9  | 12 | 9  | 22 | 25 | -3  |
|  | 8.   | Passirio Merano | 29 | 30 | 10 | 9  | 11 | 31 | 30 | +1  |
|  | 8.   | Saronno         | 29 | 30 | 8  | 13 | 9  | 18 | 19 | -1  |
|  | 8.   | Paluani Chievo  | 29 | 30 | 9  | 11 | 10 | 27 | 31 | -4  |
|  | 11.  | Aurora Desio    | 28 | 30 | 8  | 12 | 10 | 19 | 19 | 0   |
|  | 11.  | Gallaratese     | 28 | 30 | 7  | 14 | 9  | 24 | 27 | -3  |
|  | 11.  | Bolzano         | 28 | 30 | 5  | 18 | 7  | 23 | 26 | -3  |
|  | 14.  | Lonato          | 27 | 30 | 8  | 11 | 11 | 32 | 37 | -5  |
|  | 15.  | Benacense 1905  | 25 | 30 | 5  | 15 | 10 | 32 | 47 | -15 |
|  | 16.  | Rovereto        | 17 | 30 | 7  | 3  | 20 | 28 | 47 | -19 |

Legenda:
      Promossa in Serie C2 1982-1983.
      Retrocessa in Promozione 1982-1983.
Regolamento:
Due punti a vittoria, uno a pareggio, zero a sconfitta.
A parità di punteggio, solo per l'assegnazione di un titolo sportivo (per la promozione o per la retrocessione), le squadre a pari punti erano classificate secondo i punti e la differenza reti conseguita negli scontri diretti.
Note:
La Benacense Riva è stata poi riammessa nel Campionato Interregionale 1982-1983.

## Girone C

### Classifica finale
|  | Pos. | Squadra       | Pt | G  | V  | N  | P  | GF | GS | DR  |
|  | ---- | ------------- | -- | -- | -- | -- | -- | -- | -- | --- |
|  | 1.   | Pro Gorizia   | 38 | 30 | 12 | 14 | 4  | 34 | 21 | +13 |
|  | 2.   | Opitergina    | 37 | 30 | 12 | 13 | 5  | 37 | 25 | +12 |
|  | 2.   | Jesolo        | 37 | 30 | 12 | 13 | 5  | 27 | 16 | +11 |
|  | 4.   | Monfalcone    | 35 | 30 | 14 | 7  | 9  | 29 | 20 | +9  |
|  | 5.   | Sacilese      | 34 | 30 | 12 | 10 | 8  | 41 | 31 | +10 |
|  | 6.   | Valdagno      | 31 | 30 | 10 | 11 | 9  | 34 | 29 | +5  |
|  | 6.   | Abano         | 31 | 30 | 10 | 11 | 9  | 32 | 28 | +4  |
|  | 6.   | Pievigina     | 31 | 30 | 9  | 13 | 8  | 31 | 29 | +2  |
|  | 9.   | Cittadella    | 29 | 30 | 10 | 9  | 11 | 26 | 23 | +3  |
|  | 9.   | Sommacampagna | 29 | 30 | 8  | 13 | 9  | 26 | 28 | -2  |
|  | 11.  | Trivignano    | 28 | 30 | 5  | 18 | 7  | 26 | 30 | -4  |
|  | 11.  | Dolo          | 28 | 30 | 7  | 14 | 9  | 27 | 32 | -5  |
|  | 13.  | Pro Aviano    | 27 | 30 | 7  | 13 | 10 | 25 | 27 | -2  |
|  | 14.  | Belluno       | 26 | 30 | 6  | 14 | 10 | 24 | 33 | -9  |
|  | 14.  | Spinea        | 26 | 30 | 8  | 10 | 12 | 24 | 40 | -16 |
|  | 16.  | Pro Tolmezzo  | 13 | 30 | 3  | 7  | 20 | 26 | 57 | -31 |

Legenda:
      Promossa in Serie C2 1982-1983.
      Retrocessa in Promozione 1982-1983.
Regolamento:
Due punti a vittoria, uno a pareggio, zero a sconfitta.
A parità di punteggio, solo per l'assegnazione di un titolo sportivo (per la promozione o per la retrocessione), le squadre a pari punti erano classificate secondo i punti e la differenza reti conseguita negli scontri diretti.

## Girone D

### Classifica finale
|  | Pos. | Squadra        | Pt | G  | V  | N  | P  | GF | GS | DR  |
|  | ---- | -------------- | -- | -- | -- | -- | -- | -- | -- | --- |
|  | 1.   | Ravenna        | 45 | 30 | 18 | 9  | 3  | 47 | 25 | +22 |
|  | 2.   | Centese        | 42 | 30 | 17 | 8  | 5  | 40 | 22 | +18 |
|  | 3.   | Rovigo         | 40 | 30 | 16 | 8  | 6  | 47 | 24 | +23 |
|  | 4.   | Mirandolese    | 37 | 30 | 12 | 13 | 5  | 35 | 19 | +16 |
|  | 4.   | Forlimpopoli   | 37 | 30 | 12 | 13 | 5  | 37 | 26 | +11 |
|  | 6.   | Sassuolo       | 34 | 30 | 12 | 10 | 8  | 40 | 33 | +7  |
|  | 7.   | Cesenatico     | 31 | 30 | 6  | 19 | 5  | 34 | 30 | +4  |
|  | 7.   | Carpi          | 31 | 30 | 8  | 15 | 7  | 31 | 29 | +2  |
|  | 9.   | Imola          | 26 | 30 | 9  | 8  | 13 | 33 | 36 | -3  |
|  | 9.   | Fidenza        | 26 | 30 | 7  | 12 | 11 | 24 | 29 | -5  |
|  | 11.  | Contarina      | 25 | 30 | 7  | 11 | 12 | 20 | 32 | -12 |
|  | 11.  | Russi          | 25 | 30 | 6  | 13 | 11 | 21 | 35 | -14 |
|  | 13.  | Suzzara        | 23 | 30 | 8  | 7  | 15 | 22 | 34 | -12 |
|  | 14.  | Viadanese      | 22 | 30 | 6  | 10 | 14 | 21 | 37 | -16 |
|  | 15.  | Junior Goitese | 22 | 30 | 4  | 14 | 12 | 13 | 22 | -9  |
|  | 16.  | Adriese        | 14 | 30 | 1  | 12 | 17 | 18 | 50 | -32 |

Legenda:
      Promossa in Serie C2 1982-1983.
      Retrocessa in Promozione 1982-1983.
Regolamento:
Due punti a vittoria, uno a pareggio, zero a sconfitta.
A parità di punteggio, solo per l'assegnazione di un titolo sportivo (per la promozione o per la retrocessione), le squadre a pari punti erano classificate secondo i punti e la differenza reti conseguita negli scontri diretti.
Note:
Il Suzzara è stato retrocesso d'ufficio a fine campionato per aver tesserato un giocatore in posizione irregolare.

## Girone E

### Classifica finale
|  | Pos. | Squadra              | Pt | G  | V  | N  | P  | GF | GS | DR  |
|  | ---- | -------------------- | -- | -- | -- | -- | -- | -- | -- | --- |
|  | 1.   | Pontedera            | 45 | 30 | 18 | 9  | 3  | 44 | 17 | +27 |
|  | 2.   | Cuoiopelli           | 43 | 30 | 16 | 11 | 3  | 51 | 23 | +28 |
|  | 3.   | Fucecchio            | 41 | 30 | 14 | 13 | 3  | 33 | 17 | +16 |
|  | 4.   | Entella Chiavari     | 34 | 30 | 10 | 14 | 6  | 24 | 14 | +10 |
|  | 5.   | Ponsacco             | 32 | 30 | 10 | 12 | 8  | 35 | 29 | +6  |
|  | 6.   | Viareggio            | 31 | 30 | 11 | 9  | 10 | 35 | 28 | +7  |
|  | 6.   | Vado                 | 31 | 30 | 12 | 7  | 11 | 27 | 24 | +3  |
|  | 8.   | Massese              | 30 | 30 | 6  | 18 | 6  | 24 | 20 | +4  |
|  | 8.   | Sarzanese            | 30 | 30 | 5  | 20 | 5  | 29 | 31 | -2  |
|  | 10.  | Sestri Levante       | 29 | 30 | 9  | 11 | 10 | 28 | 23 | +5  |
|  | 10.  | Pietrasanta          | 29 | 30 | 10 | 9  | 11 | 27 | 28 | -1  |
|  | 12.  | Albenga              | 28 | 30 | 8  | 12 | 10 | 23 | 31 | -8  |
|  | 13.  | Rapallo S. Desiderio | 25 | 30 | 7  | 11 | 12 | 23 | 33 | -10 |
|  | 14.  | Pontedecimo          | 22 | 30 | 7  | 8  | 15 | 36 | 56 | -20 |
|  | 15.  | Pescia (-1)          | 16 | 30 | 6  | 5  | 19 | 22 | 56 | -34 |
|  | 16.  | Audax Rufina         | 13 | 30 | 2  | 9  | 19 | 14 | 45 | -31 |

Legenda:
      Promossa in Serie C2 1982-1983.
      Retrocessa in Promozione 1982-1983.
Regolamento:
Due punti a vittoria, uno a pareggio, zero a sconfitta.
A parità di punteggio, solo per l'assegnazione di un titolo sportivo (per la promozione o per la retrocessione), le squadre a pari punti erano classificate secondo i punti e la differenza reti conseguita negli scontri diretti.
Note:
Il Pescia ha scontato 1 punto di penalizzazione.

## Girone F

### Classifica finale
|  | Pos. | Squadra            | Pt | G  | V  | N  | P  | GF | GS | DR  |
|  | ---- | ------------------ | -- | -- | -- | -- | -- | -- | -- | --- |
|  | 1.   | Elpidiense         | 41 | 30 | 16 | 9  | 5  | 29 | 14 | +15 |
|  | 2.   | Penne              | 35 | 30 | 13 | 9  | 8  | 29 | 25 | +4  |
|  | 3.   | Fermana            | 33 | 30 | 10 | 13 | 7  | 40 | 28 | +12 |
|  | 3.   | Riccione           | 33 | 30 | 13 | 7  | 10 | 30 | 27 | +3  |
|  | 5.   | Vis Pesaro         | 32 | 30 | 10 | 12 | 8  | 30 | 27 | +3  |
|  | 5.   | San Salvo          | 32 | 30 | 9  | 14 | 7  | 27 | 26 | +1  |
|  | 7.   | Sangiorgese        | 31 | 30 | 9  | 13 | 8  | 21 | 21 | 0   |
|  | 7.   | Vadese             | 31 | 30 | 10 | 11 | 9  | 34 | 35 | -1  |
|  | 9.   | Falconarese        | 29 | 30 | 8  | 13 | 9  | 32 | 28 | +4  |
|  | 9.   | Porto Sant'Elpidio | 29 | 30 | 8  | 13 | 9  | 24 | 23 | +1  |
|  | 9.   | Gubbio             | 29 | 30 | 9  | 11 | 10 | 35 | 35 | 0   |
|  | 12.  | Pro Lido Tortoreto | 28 | 30 | 10 | 8  | 12 | 30 | 33 | -3  |
|  | 13.  | Santegidiese       | 26 | 30 | 8  | 10 | 12 | 28 | 34 | -6  |
|  | 14.  | Sansepolcro        | 26 | 30 | 7  | 12 | 11 | 22 | 33 | -11 |
|  | 15.  | Sulmona            | 24 | 30 | 5  | 14 | 11 | 24 | 32 | -8  |
|  | 16.  | Città di Castello  | 21 | 30 | 6  | 9  | 15 | 28 | 42 | -14 |

Legenda:
      Promossa in Serie C2 1982-1983.
      Retrocessa in Promozione 1982-1983.
Regolamento:
Due punti a vittoria, uno a pareggio, zero a sconfitta.
A parità di punteggio, solo per l'assegnazione di un titolo sportivo (per la promozione o per la retrocessione), le squadre a pari punti erano classificate secondo i punti e la differenza reti conseguita negli scontri diretti.

## Girone G
L'Elettrocarbonium è una rappresentativa della città di Narni Scalo.

### Classifica finale
|  | Pos. | Squadra          | Pt | G  | V  | N  | P  | GF | GS | DR  |
|  | ---- | ---------------- | -- | -- | -- | -- | -- | -- | -- | --- |
|  | 1.   | Foligno          | 41 | 30 | 14 | 13 | 3  | 33 | 12 | +21 |
|  | 2.   | Cynthia          | 41 | 30 | 16 | 9  | 5  | 51 | 32 | +19 |
|  | 3.   | Lodigiani        | 36 | 30 | 12 | 12 | 6  | 38 | 21 | +17 |
|  | 3.   | Viterbese        | 36 | 30 | 10 | 16 | 4  | 26 | 22 | +4  |
|  | 5.   | VJS Velletri     | 35 | 30 | 14 | 7  | 9  | 42 | 30 | +12 |
|  | 6.   | Nocera Umbra     | 34 | 30 | 10 | 14 | 6  | 31 | 26 | +5  |
|  | 7.   | Casalotti        | 33 | 30 | 10 | 13 | 7  | 25 | 22 | +3  |
|  | 8.   | Cecina           | 30 | 30 | 8  | 14 | 8  | 31 | 30 | +1  |
|  | 8.   | Sansovino        | 30 | 30 | 11 | 8  | 11 | 27 | 27 | 0   |
|  | 10.  | Elettrocarbonium | 27 | 30 | 9  | 9  | 12 | 32 | 41 | -9  |
|  | 11.  | Romulea LUPA     | 25 | 30 | 7  | 11 | 12 | 25 | 30 | -5  |
|  | 12.  | Angelana         | 24 | 30 | 9  | 6  | 15 | 27 | 37 | -10 |
|  | 13.  | Orbetello        | 23 | 30 | 6  | 11 | 13 | 25 | 32 | -7  |
|  | 14.  | Tor Sapienza     | 23 | 30 | 7  | 9  | 14 | 22 | 36 | -14 |
|  | 15.  | Montespaccato    | 23 | 30 | 7  | 9  | 14 | 19 | 33 | -14 |
|  | 16.  | Rieti            | 19 | 30 | 6  | 7  | 17 | 22 | 45 | -23 |

Legenda:
      Promossa in Serie C2 1982-1983.
      Retrocessa in Promozione 1982-1983.
Regolamento:
Due punti a vittoria, uno a pareggio, zero a sconfitta.
A parità di punteggio, solo per l'assegnazione di un titolo sportivo (per la promozione o per la retrocessione), le squadre a pari punti erano classificate secondo i punti e la differenza reti conseguita negli scontri diretti.

### Spareggi

#### Spareggio promozione
Partita sospesa dall'arbitro nei minuti finali, sul risultato di 2-1 per il Foligno, a causa di un'invasione di campo a opera dei tifosi del Cynthia; la sfida non verrà ripresa, assegnando la vittoria 2-0 a tavolino alla squadra umbra.
|         | Risultati |         | Luogo e data          |
| ------- | --------- | ------- | --------------------- |
| Foligno | 2-0       | Cynthia | Siena, 16 maggio 1982 |
|         |           |         |                       |

## Girone H

### Classifica finale
|  | Pos. | Squadra         | Pt | G  | V  | N  | P  | GF | GS | DR  |
|  | ---- | --------------- | -- | -- | -- | -- | -- | -- | -- | --- |
|  | 1.   | Grumese         | 40 | 30 | 15 | 10 | 5  | 33 | 15 | +18 |
|  | 2.   | Afragolese (-6) | 37 | 30 | 18 | 7  | 5  | 34 | 16 | +18 |
|  | 3.   | Arzanese        | 36 | 30 | 13 | 10 | 7  | 37 | 24 | +13 |
|  | 3.   | Boys Caivanese  | 36 | 30 | 14 | 8  | 8  | 35 | 27 | +8  |
|  | 5.   | Aesernia        | 35 | 30 | 14 | 7  | 9  | 31 | 25 | +6  |
|  | 6.   | Gladiator       | 34 | 30 | 12 | 10 | 8  | 30 | 20 | +10 |
|  | 7.   | Gaeta           | 33 | 30 | 12 | 9  | 9  | 26 | 23 | +3  |
|  | 8.   | Pomigliano      | 32 | 30 | 11 | 10 | 9  | 40 | 29 | +11 |
|  | 9.   | Nola            | 31 | 30 | 11 | 9  | 10 | 40 | 35 | +5  |
|  | 10.  | Nuovo Napoli    | 28 | 30 | 10 | 8  | 12 | 37 | 41 | -4  |
|  | 11.  | Colleferro      | 25 | 30 | 7  | 11 | 12 | 17 | 27 | -10 |
|  | 12.  | Giugliano       | 24 | 30 | 8  | 8  | 14 | 25 | 37 | -12 |
|  | 12.  | Terracina       | 24 | 30 | 8  | 8  | 14 | 35 | 49 | -14 |
|  | 14.  | Sora            | 23 | 30 | 7  | 9  | 14 | 20 | 28 | -8  |
|  | 15.  | Cassino         | 23 | 30 | 9  | 5  | 16 | 27 | 41 | -14 |
|  | 16.  | Formia          | 13 | 30 | 1  | 11 | 18 | 19 | 49 | -30 |

Legenda:
      Promossa in Serie C2 1982-1983.
      Retrocessa in Promozione 1982-1983.
Regolamento:
Due punti a vittoria, uno a pareggio, zero a sconfitta.
A parità di punteggio, solo per l'assegnazione di un titolo sportivo (per la promozione o per la retrocessione), le squadre a pari punti erano classificate secondo i punti e la differenza reti conseguita negli scontri diretti.
Note:
L'Afragolese ha scontato 6 punti di penalizzazione per illecito sportivo.
Il Sora è stato poi riammesso nel Campionato Interregionale 1982-1983.

## Girone I
Il Cassano è una rappresentativa della città di Cassano all'Ionio.

### Classifica finale
|  | Pos. | Squadra           | Pt | G  | V  | N  | P  | GF | GS | DR  |
|  | ---- | ----------------- | -- | -- | -- | -- | -- | -- | -- | --- |
|  | 1.   | Gioiese           | 47 | 30 | 19 | 9  | 2  | 36 | 13 | +23 |
|  | 2.   | Ischia Isolaverde | 45 | 30 | 19 | 7  | 4  | 46 | 13 | +33 |
|  | 3.   | Crotone           | 41 | 30 | 17 | 7  | 6  | 46 | 22 | +24 |
|  | 4.   | Castrovillari     | 36 | 30 | 13 | 10 | 7  | 40 | 20 | +20 |
|  | 4.   | Ariano            | 36 | 30 | 16 | 4  | 10 | 41 | 27 | +14 |
|  | 6.   | Nuova Vibonese    | 35 | 30 | 13 | 9  | 8  | 34 | 23 | +11 |
|  | 7.   | Juventus Stabia   | 33 | 30 | 11 | 11 | 8  | 32 | 22 | +10 |
|  | 7.   | Corigliano        | 33 | 30 | 11 | 11 | 8  | 33 | 27 | +6  |
|  | 9.   | Cassano           | 28 | 30 | 9  | 10 | 11 | 29 | 32 | -3  |
|  | 10.  | Viribus Unitis    | 27 | 30 | 10 | 7  | 13 | 27 | 32 | -5  |
|  | 10.  | Angri             | 27 | 30 | 8  | 11 | 11 | 26 | 33 | -7  |
|  | 10.  | Sangiuseppese     | 27 | 30 | 8  | 11 | 11 | 29 | 37 | -8  |
|  | 13.  | Rossanese         | 25 | 30 | 9  | 7  | 14 | 22 | 39 | -17 |
|  | 14.  | Vigor Lamezia     | 21 | 30 | 8  | 5  | 17 | 26 | 37 | -11 |
|  | 15.  | Irpinia           | 14 | 30 | 2  | 10 | 18 | 14 | 45 | -31 |
|  | 16.  | Trebisacce        | 5  | 30 | 1  | 3  | 26 | 10 | 69 | -59 |

Legenda:
      Promossa in Serie C2 1982-1983.
      Retrocessa in Promozione 1982-1983.
Regolamento:
Due punti a vittoria, uno a pareggio, zero a sconfitta.
A parità di punteggio, solo per l'assegnazione di un titolo sportivo (per la promozione o per la retrocessione), le squadre a pari punti erano classificate secondo i punti e la differenza reti conseguita negli scontri diretti.

## Girone L

### Classifica finale
|  | Pos. | Squadra             | Pt | G  | V  | N  | P  | GF | GS | DR  |
|  | ---- | ------------------- | -- | -- | -- | -- | -- | -- | -- | --- |
|  | 1.   | Gioventù Brindisi   | 49 | 30 | 19 | 11 | 0  | 31 | 10 | +21 |
|  | 2.   | Nardò               | 38 | 30 | 14 | 10 | 6  | 48 | 21 | +27 |
|  | 3.   | Toma Maglie         | 37 | 30 | 15 | 7  | 8  | 47 | 28 | +19 |
|  | 4.   | Lucera (-1)         | 34 | 30 | 14 | 7  | 9  | 35 | 24 | +11 |
|  | 4.   | Trani               | 34 | 30 | 13 | 8  | 9  | 28 | 18 | +10 |
|  | 6.   | Bisceglie           | 33 | 30 | 10 | 13 | 7  | 23 | 18 | +5  |
|  | 7.   | Noicattaro          | 32 | 30 | 12 | 8  | 10 | 27 | 25 | +2  |
|  | 8.   | Fidelis Andria      | 29 | 30 | 8  | 13 | 9  | 18 | 19 | -1  |
|  | 8.   | Pro Italia Galatina | 29 | 30 | 10 | 9  | 11 | 30 | 33 | -3  |
|  | 10.  | Bernalda            | 28 | 30 | 10 | 8  | 12 | 30 | 30 | 0   |
|  | 10.  | Fasano              | 28 | 30 | 10 | 8  | 12 | 30 | 31 | -1  |
|  | 10.  | Grottaglie          | 28 | 30 | 10 | 8  | 12 | 26 | 28 | -2  |
|  | 13.  | Canosa              | 27 | 30 | 11 | 5  | 14 | 32 | 30 | +2  |
|  | 14.  | Avigliano           | 27 | 30 | 9  | 9  | 12 | 32 | 41 | -9  |
|  | 15.  | Melfi               | 15 | 30 | 4  | 7  | 19 | 23 | 56 | -33 |
|  | 16.  | Lavello             | 11 | 30 | 1  | 9  | 20 | 12 | 60 | -48 |

Legenda:
      Promossa in Serie C2 1982-1983.
      Retrocessa in Promozione 1982-1983.
Regolamento:
Due punti a vittoria, uno a pareggio, zero a sconfitta.
A parità di punteggio, solo per l'assegnazione di un titolo sportivo (per la promozione o per la retrocessione), le squadre a pari punti erano classificate secondo i punti e la differenza reti conseguita negli scontri diretti.
Note:
Il Lucera ha scontato 1 punto di penalizzazione

## Girone M

### Classifica finale
|  | Pos. | Squadra        | Pt | G  | V  | N  | P  | GF | GS | DR  |
|  | ---- | -------------- | -- | -- | -- | -- | -- | -- | -- | --- |
|  | 1.   | Licata         | 49 | 30 | 19 | 11 | 0  | 58 | 10 | +48 |
|  | 2.   | Ligny Trapani  | 46 | 30 | 19 | 8  | 3  | 47 | 20 | +27 |
|  | 3.   | Canicattì      | 40 | 30 | 17 | 6  | 7  | 45 | 28 | +17 |
|  | 4.   | Trapani        | 39 | 30 | 15 | 9  | 6  | 52 | 23 | +29 |
|  | 5.   | Enna           | 33 | 30 | 11 | 11 | 8  | 32 | 28 | +4  |
|  | 6.   | Acireale       | 32 | 30 | 11 | 10 | 9  | 38 | 31 | +7  |
|  | 7.   | Terranova Gela | 30 | 30 | 10 | 10 | 10 | 34 | 30 | +4  |
|  | 8.   | Nuova Igea     | 29 | 30 | 12 | 5  | 13 | 33 | 32 | +1  |
|  | 8.   | Nissa          | 29 | 30 | 7  | 15 | 8  | 28 | 27 | +1  |
|  | 10.  | Favara         | 27 | 30 | 8  | 11 | 11 | 37 | 32 | +5  |
|  | 11.  | Caltagirone    | 26 | 30 | 8  | 10 | 12 | 26 | 35 | -9  |
|  | 11.  | Mascalucia     | 26 | 30 | 7  | 12 | 11 | 29 | 39 | -10 |
|  | 13.  | Paternò        | 25 | 30 | 9  | 7  | 14 | 20 | 34 | -14 |
|  | 14.  | Mazara         | 25 | 30 | 8  | 9  | 13 | 24 | 35 | -11 |
|  | 15.  | Vittoria       | 18 | 30 | 8  | 2  | 20 | 24 | 56 | -32 |
|  | 16.  | Ragusa         | 6  | 30 | 1  | 4  | 25 | 14 | 81 | -67 |

Legenda:
      Promossa in Serie C2 1982-1983.
      Retrocessa in Promozione 1982-1983.
Regolamento:
Due punti a vittoria, uno a pareggio, zero a sconfitta.
A parità di punteggio, solo per l'assegnazione di un titolo sportivo (per la promozione o per la retrocessione), le squadre a pari punti erano classificate secondo i punti e la differenza reti conseguita negli scontri diretti.
Note:
Il Mazara è stato poi riammesso nel Campionato Interregionale 1982-1983.

## Girone N

### Classifica finale
|  | Pos. | Squadra       | Pt | G  | V  | N  | P  | GF | GS | DR  |
|  | ---- | ------------- | -- | -- | -- | -- | -- | -- | -- | --- |
|  | 1.   | Carbonia      | 50 | 30 | 21 | 8  | 1  | 64 | 16 | +48 |
|  | 2.   | Alghero       | 47 | 30 | 19 | 9  | 2  | 51 | 15 | +36 |
|  | 3.   | Olbia         | 45 | 30 | 19 | 7  | 4  | 41 | 13 | +28 |
|  | 4.   | Calangianus   | 33 | 30 | 11 | 11 | 8  | 44 | 34 | +10 |
|  | 5.   | Sennori       | 31 | 30 | 11 | 9  | 10 | 30 | 24 | +6  |
|  | 6.   | Sorso         | 30 | 30 | 11 | 8  | 11 | 44 | 26 | +18 |
|  | 6.   | Guspini       | 30 | 30 | 11 | 8  | 11 | 31 | 32 | -1  |
|  | 6.   | Tempio        | 30 | 30 | 10 | 10 | 10 | 33 | 36 | -3  |
|  | 9.   | Ilvamaddalena | 28 | 30 | 9  | 10 | 11 | 30 | 30 | 0   |
|  | 10.  | Monreale      | 27 | 30 | 9  | 9  | 12 | 29 | 35 | -6  |
|  | 11.  | Nuorese       | 26 | 30 | 8  | 10 | 12 | 23 | 29 | -6  |
|  | 12.  | Sinnai        | 25 | 30 | 9  | 7  | 14 | 26 | 45 | -19 |
|  | 13.  | Isili         | 23 | 30 | 7  | 9  | 14 | 24 | 40 | -16 |
|  | 14.  | Thiesi        | 22 | 30 | 7  | 8  | 15 | 28 | 47 | -19 |
|  | 15.  | Tharros       | 19 | 30 | 6  | 7  | 17 | 26 | 55 | -29 |
|  | 16.  | Iglesias      | 14 | 30 | 4  | 6  | 20 | 18 | 65 | -47 |

Legenda:
      Promossa in Serie C2 1982-1983.
      Retrocessa in Promozione 1982-1983.
Regolamento:
Due punti a vittoria, uno a pareggio, zero a sconfitta.
A parità di punteggio, solo per l'assegnazione di un titolo sportivo (per la promozione o per la retrocessione), le squadre a pari punti erano classificate secondo i punti e la differenza reti conseguita negli scontri diretti.